# Cuora mccordi
Espèce
Statut de conservation UICN

 CR A1d+2d : 
En danger critique
Statut CITES
Cuora mccordi est une espèce de tortues de la famille des Geoemydidae.

## Répartition
Cette espèce est endémique du Guangxi en Chine.
Elle n’a été observée dans la nature que très récemment. Auparavant il n’y avait même pas d'indication sur un marché d’origine (depuis quelques décennies les tortues chinoises sont massivement collectées et vendues sur les marchés aux animaux).

## Description

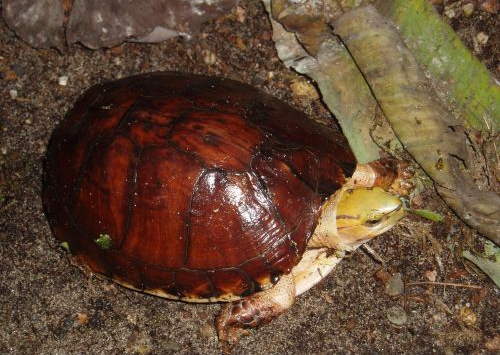
Cuora mccordi

C'est une tortue boîte asiatique semi-aquatique à terrestre.
Les mâles sont légèrement plus petits que les femelles (13,5 cm pour un mâle et (15 cm pour une femelle). Les marques du plastron noires sur fond jaune ressemblent à certaines populations de Cuora flavomarginata et de certaines Cuora trifasciata.

## Reproduction
La reproduction de cette espèce semble très facile, les femelles se reproduisent avec succès régulièrement, même si la période de maturation d'une dizaine d'années ne permet pas encore aujourd'hui d'avoir du F2 en captivité.
La zone de ponte est faite en tourbe.
Les pontes sont de trois à cinq œufs, avec deux à trois pontes par femelle et par an.
Les œufs mesurent 4 à 4,5 cm et ils ne sont pas très oblongs.
L’incubation dure 72-76 jours à 29 °C et 74-81 jours à 27 °C.
L’accouplement a lieu vers le 10-15 avril, pas de ponte avant la fin du mois de mai.
Les œufs pèsent dans les 12g.
Les marques du plastron sont identiques à celles des adultes et même à celles de leurs parents.
Il peut être intéressant de conserver les juvéniles par quatre ou cinq pour avoir une compétition lors des repas.

## Étymologie
Cette espèce est nommée en l'honneur de William Patrick McCord.

## Publication originale
- Ernst, 1988 : Cuora mccordi, a new chines box turtle from Guangxi Province. Proceedings of the Biological Society of Washington, vol. 101, p. 466-470 (texte intégral).